# Anderson Contreras
Anderson Rafael Contreras Pérez, noto semplicemente come Anderson Contreras (Socopó, 30 marzo 2001), è un calciatore venezuelano, centrocampista del Monagas.

## Caratteristiche tecniche
È un centrocampista centrale.

## Carriera
Cresciuto nel settore giovanile del Caracas, ha esordito in prima squadra il 29 agosto 2018 in occasione dell'incontro di Copa Venezuela perso 2-0 contro l'Aragua.

## Statistiche
Statistiche aggiornate al 14 novembre 2020.

### Presenze e reti nei club
| Stagione        | Squadra         | Campionato      | Campionato | Campionato | Coppe nazionali | Coppe nazionali | Coppe nazionali | Coppe continentali | Coppe continentali | Coppe continentali | Altre coppe | Altre coppe | Altre coppe | Totale | Totale | Totale |
| Stagione        | Squadra         | Comp            | Pres       | Reti       | Comp            | Pres            | Reti            | Comp               | Pres               | Reti               | Comp        | Pres        | Reti        | Pres   | Reti   |        |
| --------------- | --------------- | --------------- | ---------- | ---------- | --------------- | --------------- | --------------- | ------------------ | ------------------ | ------------------ | ----------- | ----------- | ----------- | ------ | ------ | ------ |
| 2018            | Caracas         | PD              | 0          | 0          | CV              | 2               | 0               |                    | -                  | -                  |             | -           | -           | 2      | 0      |        |
| 2019            | Caracas         | PD              | 24         | 1          | CV              | 2               | 0               | CL+CS              | 0+1                | 0                  |             | -           | -           | 27     | 1      |        |
| 2020            | Caracas         | PD              | 10         | 2          | CV              | 0               | 0               | CL+CS              | 6+1                | 2+0                |             | -           | -           | 17     | 4      |        |
| Totale carriera | Totale carriera | Totale carriera | 34         | 3          |                 | 4               | 0               |                    | 8                  | 2                  |             | -           | -           | 46     | 5      |        |

## Palmarès
- Campionato venezuelano: 1

Caracas: 2019